# 雙流國家森林遊樂區
22°12′36″N 120°48′40″E / 22.210117°N 120.811192°E

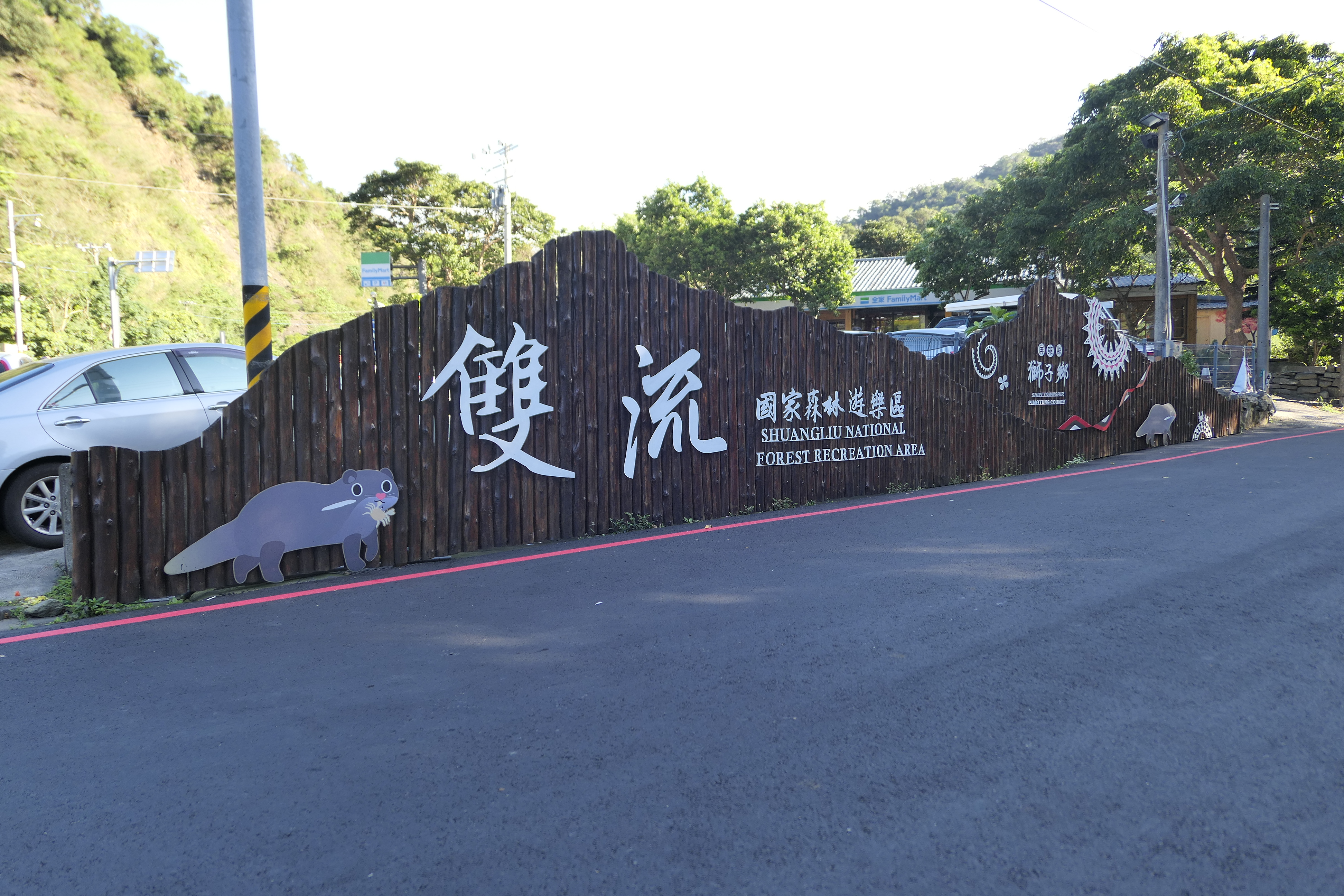
雙流國家森林遊樂區招牌

雙流國家森林遊樂區，為林業及自然保育署屏東分署下轄的一個國家森林遊樂區，位於台灣屏東縣獅子鄉丹路村。其內並設有雙流自然教育中心，園區內大多位於海拔500公尺以下的亞熱帶森林。
1965年，主管單位農業部林業及自然保育署申請聯合國世界糧食方案「執行台灣林相變更計畫」，推動林相變更，造林樹種包括光臘樹、黃連木、相思樹、山黃麻、樟樹、桃花心木等，目前都已經林木成蔭。園區內樹木茂密，且具有溪流、瀑布等重要遊憩資源，又有多種動物棲息，是登山、健行並享受森林浴的好地方。

## 雙流自然教育中心
雙流自然教育中心於2007年在雙流國家森林遊樂區成立，為農業部林業及自然保育署的第八個自然教育中心。2012年7月通過環境部的環境教育設施場所認證。
雙流自然教育中心是全台八個自然教育中心最南端的據點，在這裡可以親身體驗當地風、水和森林生態的氣息與流動，從有趣的活動和遊戲中啟發對自然的關懷和尊重，在自然中快樂的學習，培養孩子們團隊合作、創作思考以及對環境的責任感。
願景——連結人與自然，融合在地文化，提供優質環境教育，落實環境永續。
信念——運用且展現場域資源特色，連結地方社群形成網絡，喚起人們對環境的關懷，分享交流環境教育經驗。
歡迎大家一起——穿梭熱帶季風林，順沿溪流訪瀑布，探索生態樂學習，看見土地與人永續共存。

## 外部連結
- 旅遊資訊 - 自然步道 - 雙流國家森林遊樂區步道群
- 雙流國家森林遊樂區 - 台灣山林悠遊網 （页面存档备份，存于）
- 旅遊資訊 - 國家森林遊樂區 - 雙流國家森林遊樂區 （页面存档备份，存于）
- 雙流自然教育中心 - 台灣山林悠遊網 （页面存档备份，存于）
- 旅遊資訊 - 自然教育中心 - 雙流自然教育中心 （页面存档备份，存于）
- 雙流國家森林遊樂區 - 國家森林遊樂區 - 交通部中央氣象局
- 雙流國家森林遊樂區的Facebook專頁
- 雙流自然教育中心的Facebook專頁